# Jenna Fischer
Regina Marie "Jenna" Fischer (Fort Wayne, Indiana, 7 de març de 1974) és una actriu estatunidenca coneguda per la seva interpretació de Pam Beesly a la comèdia de la NBC The Office (2005-2013), per la qual va ser nominada al premi Primetime Emmy a la millor actriu secundària en una sèrie de comèdia el 2007. També va ser productora de l'última temporada de la sèrie.
Des de llavors, Fischer ha aparegut en pel·lícules com Blades of Glory (2007), Walk Hard: The Dewey Cox Story (2007), The Promotion (2008), Hall Pass (2011) i The Giant Mechanical Man (2012), un pel·lícula dirigida pel seu marit, Lee Kirk. També va aparèixer com a Rhonda McNeil a la sèrie de comèdia dramàtica de la NBC You, Me and the Apocalypse. Fischer també va protagonitzar la comèdia d'ABC Splitting Up Together (2018-2019). Actualment és la copresentadora del podcast Office Ladies.
El primer llibre de Fischer, The Actor's Life: A Survival Guide, es va publicar el novembre de 2017.